# Selva de Mar (metropolitana di Barcellona)
Selva de Mar è una stazione della linea 4 della metropolitana di Barcellona e della linea T4 del Trambesos situata nel quartiere di Poblenou del distretto di Sant Martí di Barcellona. Il nome della stazione deriva dal municipio di La Selva de Mar, situato nell'Alt Empordà.
La stazione della metropolitana fu inaugurata nel 1977 come parte dell'allora Linea IV. Nel 1982 con la riorganizzazione delle linee divenne una stazione della L4.
L'8 maggio 2004 fu inaugurata la stazione del Trambesòs situata in superficie lungo l'Avinguda Diagonal.